# Колесов, Орест Андреевич
Орест Андреевич Колесов (род. 12 сентября 1926, Сталино) — украинский советский деятель, министр угольной промышленности УССР. Депутат Верховного Совета СССР 9-го созыва. Член ЦК КПУ в 1976—1981 годах. Доктор технических наук (1995), академик Академии инженерных наук Украины.

## Биография
Родился в семье шахтёра.
Трудовую деятельность начал в 1943 году слесарем разреза № 2 треста «Богуславуголь» Свердловской области РСФСР.
В 1944 году поступил в Свердловский горный институт, затем перешёл в Донецкий индустриальный институт, который окончил в 1950 году, получив специальность горного инженера по разработке месторождений полезных ископаемых.
В 1950—1954 годах — помощник начальника участка шахты, начальник производственно-технической части рудника, начальник участка угольного комбината «Дальстроя», заместитель начальника отдела управления «Дальстройуголь» РСФСР.
Член КПСС с 1953 года.
В 1954—1963 годах — заместитель главного инженера, главный инженер, начальник ряда шахт треста «Октябрьуголь» Сталинской области.
В 1963—1974 годах — управляющий треста «Макеевуголь», начальник комбината «Макеевуголь» Донецкой области. В 1973 году учился в Институте управления народным хозяйством СССР.
В феврале — мае 1974 г. — 1-й заместитель министра угольной промышленности Украинской ССР.
4 мая 1974 — 13 декабря 1978 г. — министр угольной промышленности Украинской ССР.
В декабре 1978—1995 г. — директор Макеевского научно-исследовательского института по безопасности работ в горной промышленности.
В 1995—2003 годах — заведующий отделом перспективного развития и научно-исследовательской деятельности конструкторских разработок Центрального штаба Государственной военизированной горно-спасательной службы в городе Донецке.
В 2003—2009 годах — заведующий отделом нормативных документов, с 2009 года — советник начальника Донецкого экспертно-технического центра Госгорнпроминспекции Украины.
Потом — на пенсии в Донецке.

## Награды
- орден Ленина
- два ордена Трудового Красного Знамени
- почётная грамота Президиума Верховного Совета СССР
- кавалер знака «Шахтёрская слава» 1, 2, 3 ст.
- лауреат премии Совета Министров СССР
- медали